# Maria Christina Strandell
Maria Christina Vinqvist, död 1821, var en svensk boktryckare och tidningsutgivare. Hon utgav Carlskrona Weckoblad 1785-1790 och 1818-1821, och var ägare av Amiralitetstryckeriet i Karlskrona under samma tid. 
Hon var dotter till Brita Laurelia och Johan Vinqvist (1714-1754). Hon gifte sig 1769 med överstyrmannen och löjtnanten Paul Strandell (d. 1785), och 1790 med majoren Carl Fromhold Swinhufvud (d. 1818). 
Hon var arvtagare till sin mors tidning och tryckeri. När hon gifte sig överlät modern verksamheten på hennes make, men när maken avled 1785 övertog Maria Christina själv verksamheten. När hon gifte om sig 1790 förlorade hon automatiskt sitt företag i enlighet med gifta kvinnors omyndighet. Hon återtog affärsverksamheten när hon blev änka och därmed blev myndig igen år 1818. 
När hon avled 1821 övergick hennes verksamhet på hennes fosterdotter Beata Ulrika Flygare.